# دم تنغ باوري (كبغيان)
دم تنغ باوري (بالفارسية: دم تنگ باوری) هي قرية تقع في إيران في قسم كبغيان الريفي. يقدر عدد سكانها بـ 41 نسمة بحسب إحصاء 2016.